# ブラスターマスター
『ブラスターマスター』は、サン電子から2000年7月13日に発売されたPlayStation用ゲームソフト。『超惑星戦記 メタファイト』（1988年）の関連作であり、日本国外で展開されていた『メタファイト』の海外版『Blaster Master』シリーズの流れを汲む続編である。海外では『Blaster Master: Blasting Again』（ブラスターマスター - ブラスティング・アゲイン）として発売された。

## 概要
シリーズ過去作『超惑星戦記 メタファイト』『メタファイトEX』（2000年）は国内版と海外版で異なった世界観、設定、ストーリーが展開されていたが、今作は国内外で内容が統一されている。過去作の海外版となる『Blaster Master』 『Blaster Master: Enemy Below』、及び日本未発売の『Blaster Master 2』と言った海外シリーズから続く物語となっており、国内シリーズとの繋がりは無い。今作以降は日本国内でも「ブラスターマスター」名義で発売され、ストーリーも国内外で同様の内容となっている。旧作の十数年後の物語だが、世界観や登場人物の設定には小説版『Blaster Master』（日本未発売）の要素も取り入れられている。
車両とパイロットを切り替え、広大なステージと小規模なダンジョンを行き来しながら探索を進めるゲーム性は踏襲しているが、ハード移行に伴い、フルポリゴンで描かれた3Dアクションシューティングとなっている。車両搭乗時は旋回、前進、後退で操作するラジコン形式。パイロット時は十時キーを押した方向に主人公が直接移動する。セーブ機能の追加、マッピング機能、ボス戦時の体力ゲージの表示などの改良点が存在する。また、過去作ではボスとは必ずパイロットで戦っていたが、今作には車両に乗って戦うボスが登場しており、ボスの部位破壊の要素も追加された。各ステージは洞窟、パイロットで進入するダンジョンは敵基地で統一されているが、今回はパイロットのダンジョンにも専用曲が複数用意されている。ストーリーの合間には英語音声による会話シーンやCGムービーの演出が導入された。
セーブは各地に点在する「メンテナンスターミナル」で行う。メンテナンスターミナルに入っている間は周囲の敵の攻撃を防ぎ、ソフィアのHPが徐々に回復する。また、新機能の追加もここで行う。

## ゲーム内容

### ソフィア J7の特殊機能
旧作と異なり、特殊武器の使用回数はそれぞれ個別のゲージで管理される。また、特殊武器を変えるとソフィアの外観も変化する。ブーストとホバーは移動用のアクションゲージを消費する。アクションゲージは時間と共に回復する。
- ブラスター - 前方へ大威力のエネルギー弾を発射する。
- ホーミング - 追尾型エネルギー弾を射程内の敵に発射する。
- サンダー - 至近距離の敵に大量の電流波を流し込み、内部から破壊する。
- フィールドガード - ソフィアの周囲に防御用オプションを放ち、周囲の敵を破壊する。
- ブースト - 前進の速度が上昇する。移動中はアクションゲージを消費する。
- サブマリン - 入手後は水に入ると自動的に変形し、水中での自由な移動が可能になる。
- クライミング - 特定の壁に挟まれたエリアをよじ登る。
- ホバー - 浮遊機能。空中を移動できるがアクションゲージを消費する。特定のボス戦では常時ホバー状態となる。
- アクセルブラスト - 絶大な威力のエネルギー砲を放つ最強兵器。ゲーム中は使用不可で、エンディングムービーでのみ登場。

### アイテム
- ライフゲイン - HPゲージを回復する。A、B、Cの三種類が存在し、Aは2段階、Bは半分、Cは全回復。
- プリズム - ソフィアのパワーゲージを回復する。兵装毎に存在し、各種は武器の名前の頭文字を示したアルファベットで表示される。
- マテリアル - 全てのパワーゲージを回復。通常の回復の「α」と全回復の「Ω」が存在し、それぞれの記号で表示される。
- ガンカスタムチップ - 旧作のGUNアイテムと同様で、「G」の文字で表示される。ロディの銃をパワーアップさせる。敵の攻撃を受けると銃はパワーダウンする。
- タイマー - 全ての敵の動きを一定時間止める。
- ワープ - 隣接するエリアへ脱出する。
- Xボム - エリア内の敵を消滅させる。
- クリティカルチャージャー - アクションパワーを一定時間MAXにする。
- パワーメモリー - ソフィアJ7の兵装のパワーゲージ上限を上げる。ルーレットのように一定リズムで種類を変えるため、好きな種類を選択可能。

## ストーリー
かつて地球は異生命体ライトニングビーイングによって襲撃され、危機に陥った。しかし英雄ジェイソンがライトニングビーイングの首魁プルトニウム・ボスを倒したことで人知れず地球は救われていた。
それから時が流れた2019年。地球は地殻陥没、潮流など大規模の異変が次々と発生していた。それは未だ残党が蔓延るライトニングビーイングの仕業であったが、ジェイソンは既にこの世にはいなかった。しかし彼の子供達はその意志を継ぎ、ライトニングビーイングと戦い続けていた。ある日、ジェイソンの息子ロディは父から受け継いだ万能戦闘車両ソフィア J7を駆り、姉のエルフィのサポートの下、偵察任務の為に地下世界へと向かった。
しかし地下世界にはこれまでに見た事の無い規模の戦力や強大な敵が存在し、また、敵側もロディに対して不可解な態度を見せるなど、ただならぬ様相が二人を困惑させる。エルフィの静止も聞かずロディは地下世界の深淵へと進んでいくが、そんなロディに対してエルフィはジェイソンの死が自身の判断ミスの結果であり、母・イヴの代わりは自分には務まらなかったと打ち明け、これ以上危険に踏み込むロディをナビゲートする自信が無いという本音を吐露する。直後、エルフィは何者かに襲撃され、連絡が途絶える。途方に暮れるロディだったが、その時、母の形見のペンダントよりイヴの霊体が現れた。イヴは敵の正体が自分の元同僚がプルトニウム・ボスと同質の存在に変異したカイザー・プルトニウムである事と、エルフィはカイザーと同族であるイヴと間違えて攫われたのだと告げる。
母の助力によって地下世界の最奥部を目指すロディは幾多の敵を打ち破り、遂にカイザーと対峙する。プルトニウム・ボスの力すら取り込み、神になったと豪語するカイザーだが、ロディは激闘の末にこれを打ち破り、ソフィア J7の最強兵装「アクセルブラスト」によってカイザーは完全に消滅した。戦いは終わり、無事であったエルフィと立派に成長したロディに見送られ、イヴはジェイソンの元へと昇天していくのだった。

## 登場人物
ロディ
声 - Christian Storms
主人公。かつて何度も世界を救ったジェイソン・フラドニックの息子である15歳の少年。幼い頃から父にソフィアの扱い方を叩き込まれてきたため、抜群の操縦技術を持ち、ソフィアを手足のように動かす事ができる。しかし熱くなり過ぎる性格のため、姉のナビゲートが欠かせない。ジェイソンが敵の罠に嵌められて命を落として以来、ソフィアを受け継いで戦い続けている。
パイロットステージでは銃撃の他に周囲を爆撃する「ナパーム」、高速移動で画面内を攻撃する「ハイパーソニック」が使用可能。但し、ハイパーソニックの発動には車両の特殊移動と同様にアクションゲージを消費する。
ジェイソンとイヴの物語をリブートした一作『ブラスターマスター ゼロ 2』では同名のキャラの存在が語られるが既に故人。その続編『ブラスターマスター ゼロ 3』では、新たな設定と解釈によるロディとエルフィの出生が描かれている。
エルフィ
声 - ルミコ・バーンズ
ロディの姉。18歳。親譲りのメカニックセンスで、ソフィアの整備・改造を一手に担う。自身は戦わず、地上からのサポートに徹する。ロディにとっては精神的な支柱でもある。しかしジェイソンの死についてあるトラウマを抱えており、物語後半でそれを打ち明けて間もなく敵の手に落ちてしまう。
『ゼロ 2』では本作をモチーフとした同名のキャラが残留思念として登場し、本作とは逆の立場でイヴの助けとなる。
イヴ
声 - Ann Tashi Slater
ロディとエルフィの母。かつてソフィアと共に地球に来た異星人。プルトニウム・ボスを追っていたが戦いの中で仲間を失い、途方に暮れていた所をジェイソンに助けられ、共に戦った後に彼と結ばれた。ロディが9歳の時に病死している。しかしその後も霊体としてロディのペンダントに宿っており、物語後半では拉致されたエルフィに代わってロディをサポートする。
元は小説版の登場人物であり、本作でゲームに設定が逆輸入された形となる。これについて著者のピーター・レランギスは「quite an honor!（とても光栄だ）」と語っている。
ジェイソン・フラドニック
回想のみの登場。シリーズのメイン主人公であり、異生命体の脅威から幾度となく地球を救った英雄で、ロディとエルフィの父。しかしある戦いの最中、敵の罠に掛かって命を落としてしまった。ストーリー後半、その死はイヴの後を継いでナビゲーターとなったエルフィの判断ミスが原因だった事が明かされる。
カイザー・プルトニウム
声 - ジェフ・マニング
ライトニングビーイングの現在の首魁で、ラストボス。その正体はかつてのイヴの同僚で、ソフィアのパイロットだった事もある人物。ソフィアの力に溺れた結果、悪に堕ち、プルトニウム・ボスの力を取り込んで神となる事を画策している。

## メカニック
ソフィア J7（ソフィア・ジェイセブン）
正式名称は「SOPHIA The3rd NORA MA-01」で、かつてはジェイソンの愛機である万能戦闘車両だったが、彼の手によって改良を繰り返され、外見上は全くの新型となっている。現在もエルフィによって様々な兵装が開発されている。今作ではボスによっては車両に搭乗した状態で対決する。
外見は兵装に応じて変化する。ゲームクリア後は初代のソフィア・ザ・サード（メタル・アタッカー）の姿に変更する事が可能。
『ゼロ 3』ではこの機体の前身と思しき「ソフィア J1」が登場し、同開発元の『白き鋼鉄のX2』ではDLCにて同機がパイロット共々ゲストボスとして登場する。

## ステージ構成
コンタクトポイントを基点に4つのゾーンを攻略する全5ゾーンだが、コンタクトポイント以外の4つのゾーンは前半部と後半部の2マップに分かれており、後半部にはゾーンを跨いでから改めて進入する事になる為、実質的には9ゾーンとなる。前半部、後半部にはそれぞれボスが存在し、倒すと次のゾーンへの入り口が開くか、或いは進行のための機能が追加される。
GROUND（コンタクトポイント）
ゲーム開始地点の洞窟。ここから4つのゾーンに繋がっているが、先のゾーンに入るにはその前のゾーンのボスを倒す必要がある。森林ゾーン後半部にいるボス群を倒すとラストボスへの道が開かれる。
CAVE（洞窟ゾーン）
最初から侵入可能なゾーン。ストーリーが進むと後半部への道が開くが、探索にはブーストが必要。クリアするとホバーが追加される。
WATER（水流ゾーン）
水に溢れたゾーン。洞窟ゾーン前半部をクリアすると進入可能。水流の激しい箇所はサブマリンを使わないと進めず、後半部もその先にある。クリアするとブーストが追加される。
LAVA（火山ゾーン）
溶岩の流れるゾーン。水流ゾーン前半部をクリアすると進入可能。後半部は高い崖の上にあり、ホバーが必要。クリアすると森林ゾーン後半部への入り口が開く。
PLANT（森林ゾーン）
随所に植物が生い茂るゾーン。火山ゾーン前半部をクリアすると進入可能。前半部をクリアするとサブマリンが追加され、水流ゾーンの後半部に進行可能になる。
後半部はこれまで倒したボス7体と新たなボスの合計8体が待ち受ける。前半部とは繋がっておらず、火山ゾーン後半部をクリアすると解放される最奥の入り口から進入する。

## 他機種版
| No. | タイトル           | 発売日         | 対応機種                                            | 開発元         | 発売元     | メディア                          | 型式 | 売上本数 | 備考 |
| --- | ------------------ | -------------- | --------------------------------------------------- | -------------- | ---------- | --------------------------------- | ---- | -------- | ---- |
| 1   | ブラスターマスター | 2011年11月23日 | PlayStation 3 PlayStation Portable PlayStation Vita | アートシステム | サンソフト | ダウンロード (ゲームアーカイブス) | -    | -        |      |

## 評価
ゲームレビュー集約サイトGameRankingsでは74.00％の評価を受けている。